# Корабль шестого ранга

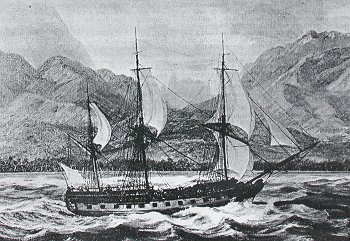
Французский фрегат La Boudeuse (26), 1776

Корабль шестого ранга — в эпоху паруса к 6-му рангу относились самые малые корабли, требующие в командиры полного капитана (англ. Post-Captain). В конце XVIII — начале XIX века это были 28-пушечные фрегаты или приравненные к ним по рангу 20-24 пушечные корабли. Часто и их называли фрегатами, хотя формально все 24-пушечные и ниже назывались англ. post ships. В британской системе рангов шестой ранг назывался англ. Sixth Rate.

## Происхождение
Первоначально Королевский флот определял шестой ранг как трёхмачтовый корабль с одной батарейной палубой (или вооружённой верхней палубой) в 20−24 пушки. Иногда пушки могли быть и на надстройках.
В типичном случае корабль 6-го ранга имел водоизмещение 450−550 тонн и 150−240 человек команды. Со временем число пушек выросло, и признаки ранга определились. По британской системе рангов это должен был быть 28-пушечный фрегат, или его миниатюрное подобие.

## Post Ship

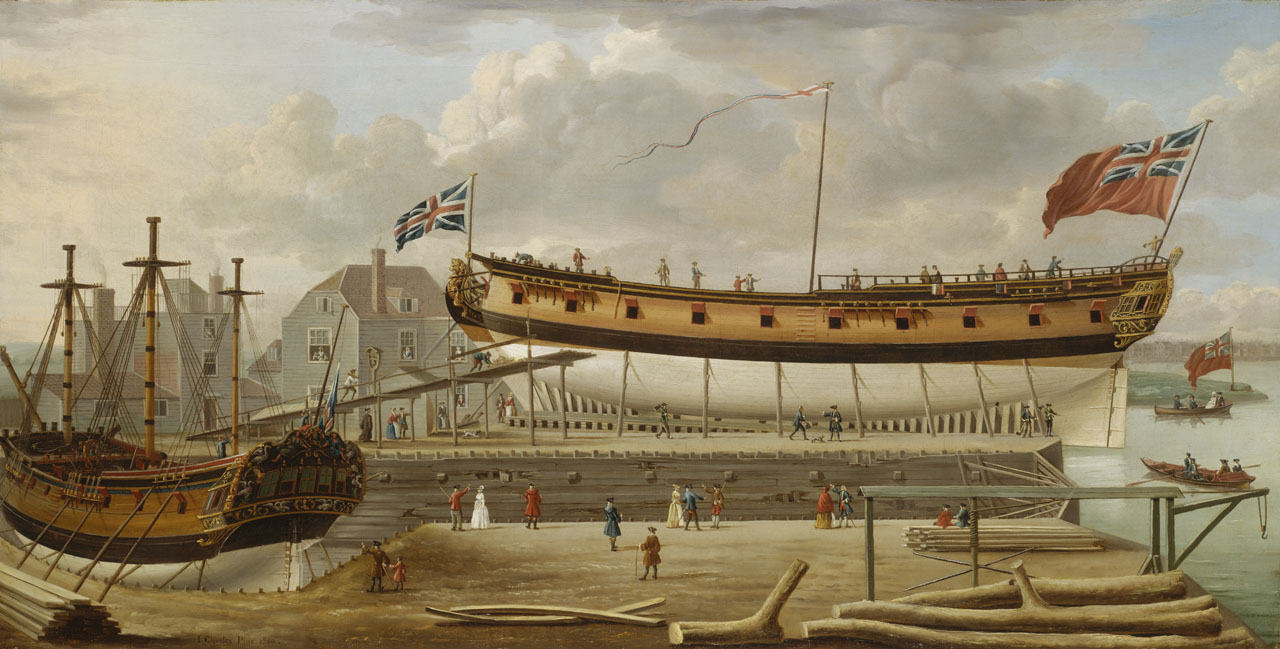
Британский корабль 6-го ранга (24-пушечный)

К 1790-м годам 20- и 24-пушечные не считались уже полноценными фрегатами. Слишком малые размеры не позволяли им выполнять все обязанности фрегатов. В некотором роде они занимали такое же место, как 50-пушечные среди линейных. И те и другие были потомками более важных кораблей с тем же вооружением, и те и другие были малочисленны, но сохранили скромную роль, для которой не нашлось очевидной замены.
Вскоре после того, как фрегат заменил в роли крейсера старый двухдечный, появился и корабль шестого ранга в 20 или 24 пушки (9-фунтовых). Они сохранили расположение фрегатов, включая невооружённый орлоп-дек. Имея полноразмерные бак и шканцы, они оказались высоковаты для своей длины, и никогда не считались ни быстрыми, ни способными на острые курсы. Однако они были мореходны, и в мирное время их предпочитали для долгих заокеанских плаваний. Самым известным было плавание HMS Pandora на поиски мятежников с «Баунти».
Они были дешевле своих старших собратьев в содержании и обслуживании, и охотно использовались как их замена в мирное время. Во время войны же их ценность сомнительна, и очень немногие строились после вступления Франции в войну в 1788 году. В результате, в 1793 году пригодных к службе осталось только двенадцать.
Увеличение численности до двадцати трёх во время Французских революционных войн и до двадцати девяти к 1814 году происходило в большинстве за счёт призов. В основном это были гладкопалубные корабли, но от Голландии флоту достались и несколько полубачных. В период увлечения размерами в 1790-е годы их не заказывали, что неудивительно. Но у озабоченной численностью администрации времен Наполеоновских войн они снова нашли поддержку, и в 1805 году было заказано двенадцать новых.

## 28-пушечный фрегат
| Год  | В строю | В ремонте или в резерве |
| ---- | ------- | ----------------------- |
| 1793 | 23      | -                       |
| 1797 | 21      | -                       |
| 1811 | 11      | -                       |
| 1812 | 3       | 0                       |
| 1814 | 0       | 0                       |

Самые первые английские фрегаты, HMS Unicorn и HMS Lyme (1748), несли по двадцать четыре 9-фунтовых пушки на батарейной палубе. Позднее к ним добавились четыре 3-фунтовые пушки на шканцах. Если не считать замены последних на 6-фунтовые в 1780 году, за все 40 лет, что тип строился, роста вооружения (и размеров) почти не было; уцелевшие корабли под конец получили дополнительно карронады.
Во время Американской революционной войны сочли, что они слишком малы, и было решено больше таких не строить. Но не удалось найти достаточно компетентных верфей, чтобы приступить к широкому строительству кораблей большего размера, и в 1782 году была начата программа из ещё девяти 28-пушечных кораблей. Восемь из них были достроены — последние корабли типа, заказанные в Британии. Таким образом, к началу Французских революционных войн в распоряжении флота их было немало. Далее наблюдается устойчивое снижение численности, и к концу Наполеоновских войн полное исчезновение.

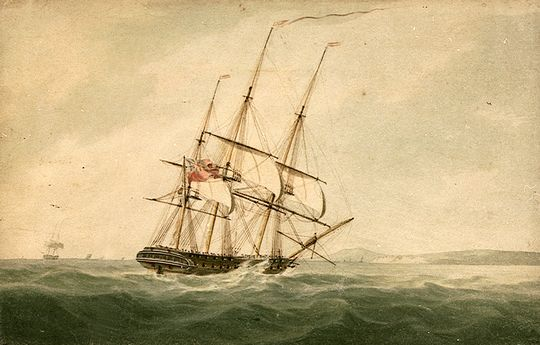
Английский фрегат (ок. 1790)

Франция прекратила строить 8-фунтовые фрегаты (эквивалент английских 9-фунтовых) в 1770-е годы. Но призы из больших французских корветов иногда получали рейтинг 28-пушечных. Их репутация в Королевском флоте была невысока, они считались медлительными и неповоротливыми.
В качестве крейсеров 28-пушечные пережили стремительный упадок. Немногие уцелевшие высылались на отдалённые мелкие станции, те что оказались ближе к дому, превращались во вспомогательные — большинство в войсковые транспорты, но некоторые, в ожидании вторжения в 1803 году, перевооружались 24-фунтовыми или 32-фунтовыми карронадами и становились плавучими батареями.

## Роль и место

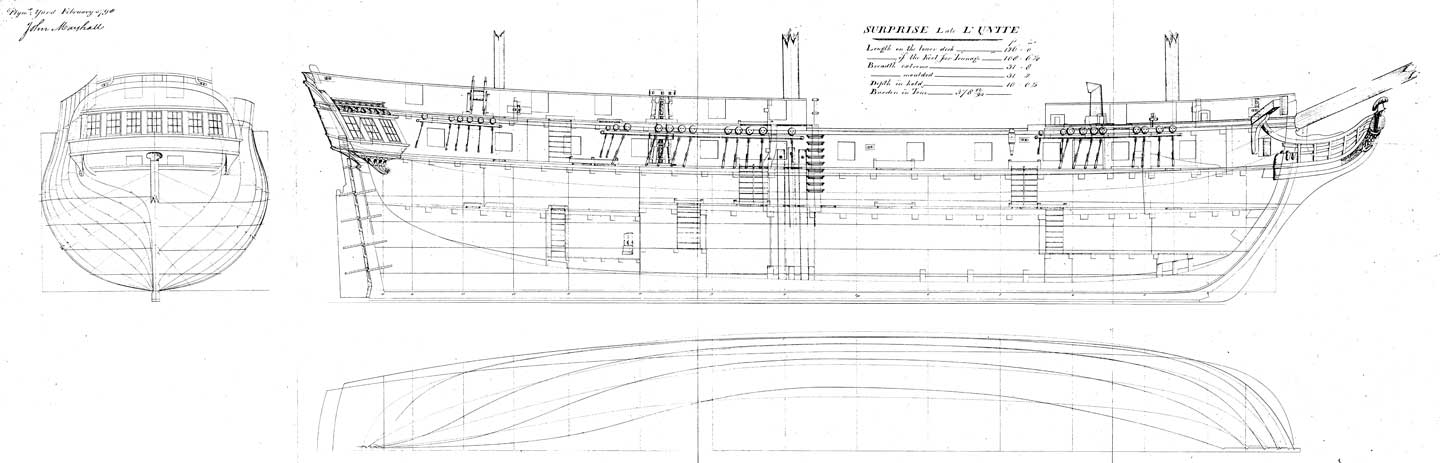
Чертежи реального HMS Surprise (1798), бывшего французского корвета

В начале войны некоторые из post ships оставались на крейсерских ролях. Но захват HMS Hyaena в 1793 году в Вест-Индии только подчеркнул, насколько они уязвимы против больших фрегатов — 40-пушечный Concorde легко её догнал. Точно так же известная плохим ходом HMS Eyridice в июне 1794 года чуть не стоила Сумаресу всей его эскадры — только блестяще выполненный отход с боем спас дело.
Примечательно, что когда та же HMS Hyaena была отбита назад, обнаружилось, что французы удалили шканцы и бак, что сделало её, предположительно, быстрее и уж во всяком случае, острее на курсе.
Вообще же такие корабли ограничивались охраной конвоев и погоней за небольшими приватирами, часто их специально выделяли во флагманы прибрежного конвоя. Но и тут были свои опасности: HMS Daphne в 1795 году попала в плен именно в этом качестве. Ближе к своим берегам они, случалось, поддерживали маломерные суда на мелководье, там где рисковать фрегатом было невозможно. Со средней осадкой 15 футов они весьма подходили для такой роли. К тому же, имея полного капитана в командовании, они могли служить флагманами эскадр из более мелких шлюпов и канонерских лодок, ведомых коммандерами и лейтенантами. Особенно это было полезно при набегах на порты Канала, в попытках нарушить подготовку ко вторжению.
Так, в 1805 году HMS Champion и HMS Ariadne были во главе соответствующих отрядов, и программа 1805 г из двенадцати кораблей, вероятно, отвечала тому же требованию.

## Другие страны
28-пушечный фрегат был популярен во многих морских державах второго ряда. Несколько примеров — Нидерланды, Дания и Швеция. Примечательно, что маленький неаполитанский флот в правление Савойского дома отказался от них — но это следует отнести на личное вмешательство герцога. Не имея обоснованной нужды в первоклассном флоте (и финансов на него), он тем не менее требовал, чтобы строящиеся корабли были только новейших и последних типов. В итоге не только его собственный, но и британский флот не спас его от потери королевства.

## Корабль шестого ранга в литературе
Патрик О’Брайан в своей серии романов о Джеке Обри описал вымышленный фрегат HMS Surprise (реальный HMS Surprise относился к более раннему времени). Примечательно, что не отдаляясь от исторической правды, О’Брайан описал его как «28 пушек, 187 душ» — то есть, вымышленный Surprise ходит с некомплектом команды. Действительно, к 1800-м годам нехватка людей стала хронической.